# Анна Датска (1532 – 1585)
Анна Датска (на немски: Anna von Dänemark; „Mutter Anna“; * 22 ноември 1532, Хадерслебен; † 1 октомври 1585, Дрезден) е принцеса от Дания и Норвегия и чрез женитба курфюрстиня на Саксония (1553 – 1585) и маркграфиня на Майсен.

## Живот
Дъщеря е на крал Кристиан III, крал на Дания и Норвегия, и на Доротея фон Саксония-Лауенбург (1511 – 1571), дъщеря на херцог Магнус I фон Саксония-Лауенбург.
Анна Датска се омъжва на 7 октомври 1548 г. в Торгау за Август Саксонски (1526 – 1586) („Vater August“) от рода на Албертинските Ветини, курфюрст на Саксония от 1553 г., маршал на Свещената Римска империя. Двамата живеят в резиденцията Вайсенфелс. Те са женени 37 години и тя го придружава навсякъде.
Анна умира през 1585 г. в Дрезден и е погребана в катедралата на Фрайберг.

## Деца
Анна Датска и курфюрст Август Саксонски имат 15 деца:
- Йохан Хайнрих (*/† 1550), принц на Саксония
- Елеонора (1551 – 1553)
- Елизабет (1552 – 1590)

∞ 1570 пфалцграф Йохан Казимир от Зимерн (1543 – 1592)
- Александер (1554 – 1565), принц на Саксония
- Магнус (1555 – 1558)
- Йоахим (*/† 1557)
- Хектор (1558 – 1560)
- Христиан I (1560 – 1591), курфюрст на Саксония

∞ 1582 принцеса София фон Бранденбург (1568 – 1622)
- Мари (1562 – 1566)
- Доротея (1563 – 1587)

∞ 1585 херцог Хайнрих Юлий от Брауншвайг-Волфенбютел (1564 – 1613)
- Амалия (*/† 1565)
- Анна (1567 – 1613)

∞ 1586 (развед. 1593) херцог Йохан Казимир от Саксония-Кобург (1564 – 1633)
- Август (1569 – 1570)
- Адолф (1571 – 1572)
- Фридрих (1575 – 1577)